# Саяно-Шушенская ГЭС
Сая́но-Шу́шенская гидроэлектроста́нция имени П. С. Непоро́жнего — крупнейшая по установленной мощности электростанция России. Расположена на реке Енисей, на границе между Красноярским краем и Хакасией, у посёлка городского типа Черёмушки, возле города Саяногорска.
Является верхней ступенью Енисейского каскада ГЭС. Уникальная арочно-гравитационная плотина станции высотой 242 м, самая высокая плотина России и одна из высочайших плотин мира. Название станции происходит от Саянских гор и расположенного неподалёку от станции села Шушенского, широко известного на пространстве бывшего СССР как место ссылки В. И. Ленина.
Строительство Саяно-Шушенской ГЭС, начатое в 1963 году, было официально завершено только в 2000 году. В ходе строительства и эксплуатации ГЭС имели место проблемы, связанные с разрушением водосбросных сооружений и образованием трещин в плотине, позднее успешно решённые.
17 августа 2009 года на станции произошла крупнейшая в истории российской гидроэнергетики авария, ставшая причиной гибели 75 человек. Восстановление станции было в целом завершено 12 ноября 2014 года после пуска последнего нового гидроагрегата.

## Природные условия
Саяно-Шушенская ГЭС использует падение верхнего Енисея в так называемом Саянском коридоре, участке течения, на котором река прорезает хребты Западных Саян. Саянский коридор имеет длину около 280 км, начинаясь у впадения в Енисей реки Хемчик и заканчиваясь в районе Саяногорска. В пределах Саянского коридора Енисей течёт в узком ущелье, русло реки почти полностью состоит из порогов и перекатов, средний уклон реки на этом участке составляет 0,007. Возле Саяногорска Енисей выходит в слаборасчленённую горную равнину Минусинской котловины, его течение становится более спокойным. Основные сооружения Саяно-Шушенской ГЭС расположены в Карловом створе, расположенном на расстоянии 455,6 километра от истока реки. В данном створе река протекает в глубокой каньонообразной долине, ширина долины реки на уровне поймы составляет 360 м, на уровне гребня плотины 900 м. В створе плотины крутизна склонов составляет около 45°; левый берег более крутой, высота почти отвесной части склона составляет до 150 м; правый берег более пологий, имеет пойму шириной до 20 м. Склоны долины покрыты лесом и кустарником. Горные породы склонов и днища долины представлены крепкими метаморфическими кристаллическими сланцами: парасланцами (продукт метаморфизма осадочных пород) и ортосланцами (продукт метаморфизма эффузивных пород), местами прорванных интрузиями гранитов и дайками основных пород. Под сланцами на глубине 200—1000 м залегают граниты. Породы основания резко неоднородны по водопроницаемости до пяти порядков и более. Створ ГЭС находится в пределах единого Джойско-Кибикского структурно-тектонического блока, ограниченного Борусским и Кандатским разломами, в 11 км к северу от Борусского разлома. Ближайшие к створу тектонические нарушения II—III порядка находятся в нижнем бьефе в 1,5 — 3 км от створа. Современных тектонических движений в пределах Джойско-Кибикского блока не выявлено. Фоновая сейсмичность участка размещения ГЭС составляет 8 баллов по шкале MSK-64, в районе Борусского разлома возможны землетрясения с максимальной магнитудой 6 баллов.
Площадь водосбора Енисея в Карловом створе составляет 179 900 км². Среднемноголетний расход воды реки в створе ГЭС 1490 м³/с, годовой объём стока 47 км³, модуль стока 8,2 л/с с км². По характеру питания верхний Енисей относится к типу рек смешанного питания с преобладанием снегового. Его режим характеризуется затяжным весенним половодьем, обусловленным растянутыми сроками таяния снега на разных высотах и выпадением дождей в этот период, переходящим в летне-осенние дождевые паводки; за весну и лето проходит 70 % годового стока. Максимум половодья приходится на конец мая — начало июня. Наиболее низкие расходы воды наблюдаются в декабре, перед ледоставом. Максимальный расход воды в створе гидроузла наблюдался в 1916 году и составлял 12 900 м³/с, минимальный — в 1933 году (150 м³/с). Расчётные максимальные расходы в створе гидроузла приведены в таблице.
| Расчётные гидрологические характеристики половодья в створе Саяно-Шушенской ГЭС |                                   |                                   |                                   |                                   |                                   |
| Характеристика                                                                  | Расходы и объёмы, вероятность в % | Расходы и объёмы, вероятность в % | Расходы и объёмы, вероятность в % | Расходы и объёмы, вероятность в % | Расходы и объёмы, вероятность в % |
| Характеристика                                                                  | 0,01 с гарантийной поправкой      | 0,01                              | 0,1                               | 1,0                               | 5,0                               |
| Максимальные расходы воды, м³/с                                                 | 23 900                            | 21 700                            | 17 600                            | 13 500                            | 10 800                            |
| Объём стока за 30 дней, км³                                                     | 34,1                              | 31,22                             | 25,9                              | 20,9                              | 17,4                              |

Климат в районе расположения ГЭС умеренный континентальный. Минимальная температура января составляет −42°С, максимальные температуры июля-августа +35…+36°С. Годовая норма осадков составляет 655 мм. Устойчивый снежный покров устанавливается в первой половине ноября, достигая наибольшей высоты в марте. Таяние снега начинается в первой декаде апреля.

## Конструкция станции
Саяно-Шушенская ГЭС представляет собой мощную высоконапорную гидроэлектростанцию приплотинного типа. Конструктивно сооружения ГЭС разделяются на плотину, здание ГЭС с корпусами вспомогательного назначения, водобойный колодец эксплуатационного водосброса, береговой водосброс, распределительное устройство. Судопропускными сооружениями гидроузел не оборудован и не допускает прохода судов в нижний и верхний бьефы. На дальнюю перспективу на правом берегу было запланировано сооружение судоподъёмника, но впоследствии на этом месте был сооружён береговой водосброс. Ниже Саяно-Шушенской ГЭС расположен её контррегулятор Майнская ГЭС мощностью 321 МВт, организационно входящая в состав Саяно-Шушенского гидроэнергетического комплекса. Установленная мощность Саяно-Шушенской ГЭС 6400 МВт, проектная среднегодовая выработка электроэнергии 23 500 млн кВт·ч, фактическая среднегодовая выработка электроэнергии 21 840 млн кВт·ч.

### Плотина
Напорный фронт Саяно-Шушенской ГЭС образует уникальная бетонная арочно-гравитационная плотина, устойчивость и прочность которой обеспечивается действием собственного веса на 60 % и частично упором верхней арочной части в берега на 40 %. Плотина имеет максимальную высоту 242 м, её верховая грань очерчена дугой с радиусом 600 м, ширина плотины по основанию 105,7 м, по гребню 25 м. Длина гребня плотины с учётом береговых врезок составляет 1074,4 м. Плотина врезана в породы левого и правого берегов на глубину 15 м и 10 м соответственно, в породы основания на глубину до 5 м. В поперечном разрезе плотина выполнена в виде четырёх столбов бетонирования толщиной 27 м. В теле плотины размещены 10 продольных галерей (9 в первом столбе и одна в третьем), служащих для размещения контрольно-измерительной аппаратуры количеством около 11 000 единиц, наблюдения за состоянием плотины и выполнения ремонтных работ; нижние галереи также служат для сбора и отвода дренажных и фильтрующихся вод и для обслуживания цементационной завесы в основании плотины. Кроме того, в плотине на расстоянии 10 — 18 м от напорной грани выполнен дренаж. По условиям бетонирования и омоноличивания тела плотины её массив разделён радиальными швами на 68 секций шириной 15 м. Основание плотины укреплено площадной цементацией на глубину до 30 м. В основании устроена глубокая до 100 м цементационная завеса, сопрягающая завеса под верховой гранью до 65 м, а также скважинный дренаж (максимальная глубина дренируемой зоны 43 м, в русле размещено 268 дренажных скважин).

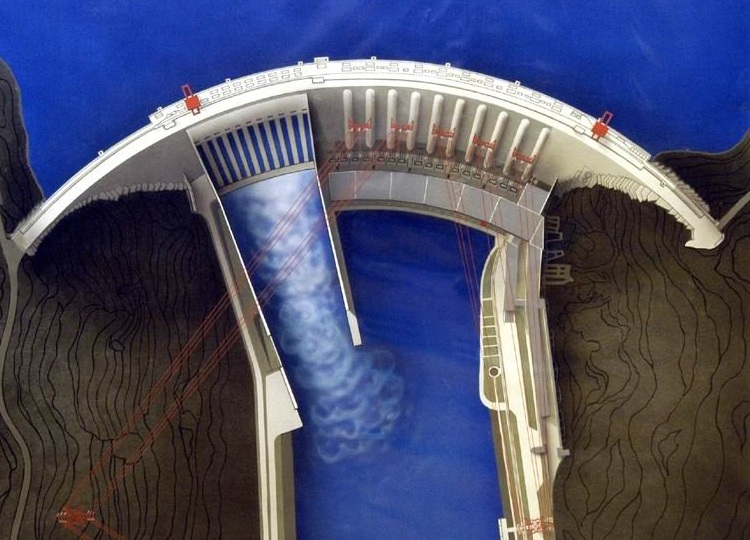
План сооружений Саяно-Шушенской ГЭС

Отметка гребня плотины находится на высоте 547 м, где расположена подпорная стенка со стороны верхнего бьефа. Низовая часть гребня с отметкой 542 м и шириной 9 м предназначена для технологического автодорожного проезда через плотину. С правого берега подъезд к гребню плотины осуществляется по открытой автодороге, с левого берега по тоннелю длиной 1100 м и далее также по открытой автодороге вдоль ОРУ. Плотина Саяно-Шушенской ГЭС является самой высокой в России и находится на седьмом месте среди существующих плотин в мире. Кроме того, она является самой высокой в мире плотиной арочно-гравитационного типа. Отношение пролёта плотины к её высоте (~4,5) является почти предельным для такого типа плотин. Арочно-гравитационную плотину в России имеет ещё только одна Гергебильская ГЭС, но она намного меньше. В плотину Саяно-Шушенской ГЭС уложено 9,075 миллиона м³ бетона.
Плотина разделяется на левобережную глухую часть длиной 252,8 м (секции 0 — 15), станционную часть длиной 331,8 м (секции 16 — 36), водосбросную часть длиной 189,6 м (секции 38 — 48) и правобережную глухую часть длиной 300,2 м (секции 49 — 67). Левобережная и правобережная части осуществляют сопряжение плотины с берегами. В чётных секциях станционной части размещены 10 водоприёмников ГЭС, переходящих в турбинные водоводы, идущие вначале в теле плотины, а затем по её низовой грани. Водоприёмники ГЭС имеют пороги на отметке 479,0 м и могут перекрываться плоскими аварийно-ремонтными затворами, управляемыми гидроприводами. Сороудерживающие решётки водоприёмников выполнены по типу «корзинки», выступающей пятиугольным эркером за верховую грань плотины и поддерживаемой консолью с наибольшим вылетом 16 м. Сталежелезобетонные напорные водоводы имеют внутренний диаметр 7,5 м; толщина железобетонной облицовки 1,5 м. В строительный период в станционной части плотины были размещены временные водоприёмники гидроагрегатов № 1 — 6 с отметками порогов: № 1 и № 2 — 369,5 м, № 3 — 408,5 м, №№ 4 — 6 — 426,5 м. Водоводы этих водоприёмников, размещённые в теле плотины, в настоящее время забетонированы. В водосбросной части плотины размещены 11 эксплуатационных водосбросов с отметками порогов на входе 479,0 м, в нижней части плотины расположены строительные водосбросы I и II ярусов, в настоящее время забетонированные.
При проектировании сейсмичность района расположения плотины оценивалась в 7 баллов по шкале MSK-64. Позднее, после дополнительно проведённых исследований, сейсмичность была увеличена до 8 баллов, что потребовало проведения дополнительных расчётов сейсмостойкости плотины. Результаты расчётов показали, что при землетрясении силой 8 баллов сейсмостойкость плотины обеспечивается.

### Эксплуатационный водосброс

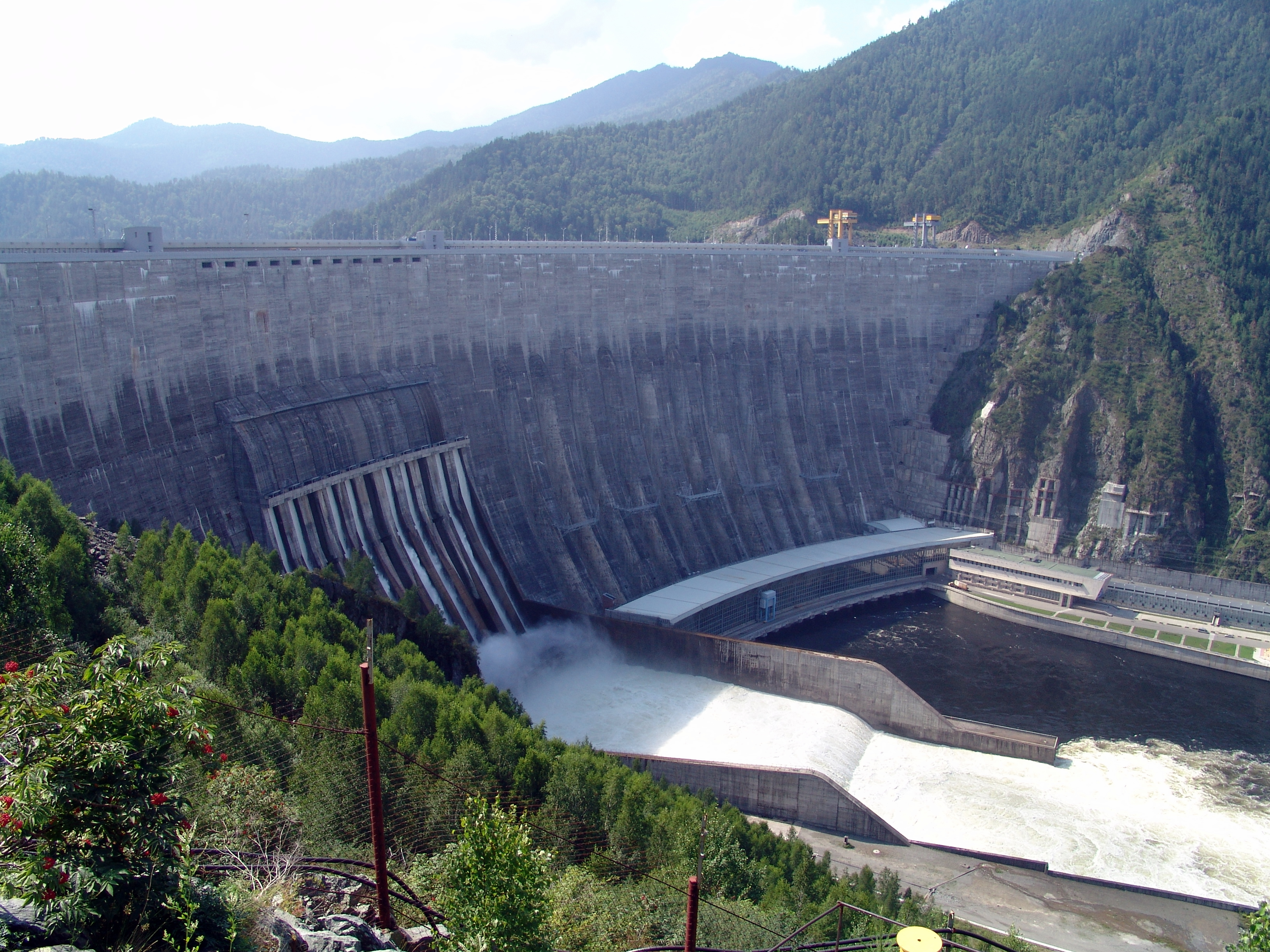
Эксплуатационный водосброс Саяно-Шушенской ГЭС в действии (2010)

Эксплуатационный водосброс предназначен для сброса избыточного притока воды в половодье и паводки, который не может быть пропущен через гидроагрегаты ГЭС либо аккумулирован в водохранилище. Проектная максимальная пропускная способность эксплуатационного водосброса составляет 13 600 м³/с, фактическая при отметке водохранилища 540 м — 13 090 м³/с, при НПУ 539 м — 12 760 м³/с. Конструктивно эксплуатационный водосброс состоит из водоприёмников, водосбросных лотков, водобойного колодца и рисбермы. Водоприёмники 11 лотков водосброса размещены в водосбросной части плотины, их пролёты размерами 8,2 × 5,4 м перекрываются плоскими колёсными затворами, маневрирование которыми осуществляется при помощи двух козловых кранов грузоподъёмностью 500 т. Также имеются аварийно-ремонтные затворы. Водосбросы состоят из трубчатой закрытой части, проходящей в теле плотины и частично на её низовой грани, и открытой части длиной около 150 м на низовой грани плотины. Водосбросные лотки имеют ширину 7,18 м (6,73 м на нижнем участке) и отделены друг от друга стенами высотой 7 м. На концевых участках стен водосбросных лотков расположена строительная эстакада с отметкой верха 343,5 м, использовавшаяся для размещения техники и подвоза бетона при строительстве водобойного колодца. После окончания строительства эстакаду было решено сохранить для использования в возможных ремонтных работах.
Водобойный колодец предназначен для гашения энергии сбрасываемого водного потока и имеет трапециевидную форму. Расстояние между боковыми стенами в начале составляет 130,66 м, а в конце, у водобойной стенки — 112,6 м. Длина колодца от торцов раздельных стен открытых лотков плотины до верховой грани водобойной стенки: по оси 144,81 м, по линиям ограждающих стен 140,28 м. Бетонное крепление дна водобойного колодца после ремонтных работ имеет преобладающую толщину от 4 до 6 м, на отдельных участках до 8 — 10 м. В конце колодца расположена водобойная стенка высотой 19 м. Для осушения водобойного колодца в раздельном устое размещена насосная станция с тремя насосами производительностью 1200 м³/ч, позволяющими полностью осушить колодец за 55 часов. Ниже водобойной стенки выполнено бетонное крепление дна реки в виде рисбермы с отметкой верха 307,0 м. Рисберма завершается бетонным зубом, заглублённым в скальное основание на 7 м. Длина рисбермы 60 м, ширина в створе зуба 98,6 м. Правобережная стенка водобойного колодца продолжается за рисберму на 60 м. К торцевой секции стенки примыкает береговой откос, укреплённый наброской крупного камня, которая по длине 200 м дополнительно покрыта армированной бетонной облицовкой.

### Береговой водосброс

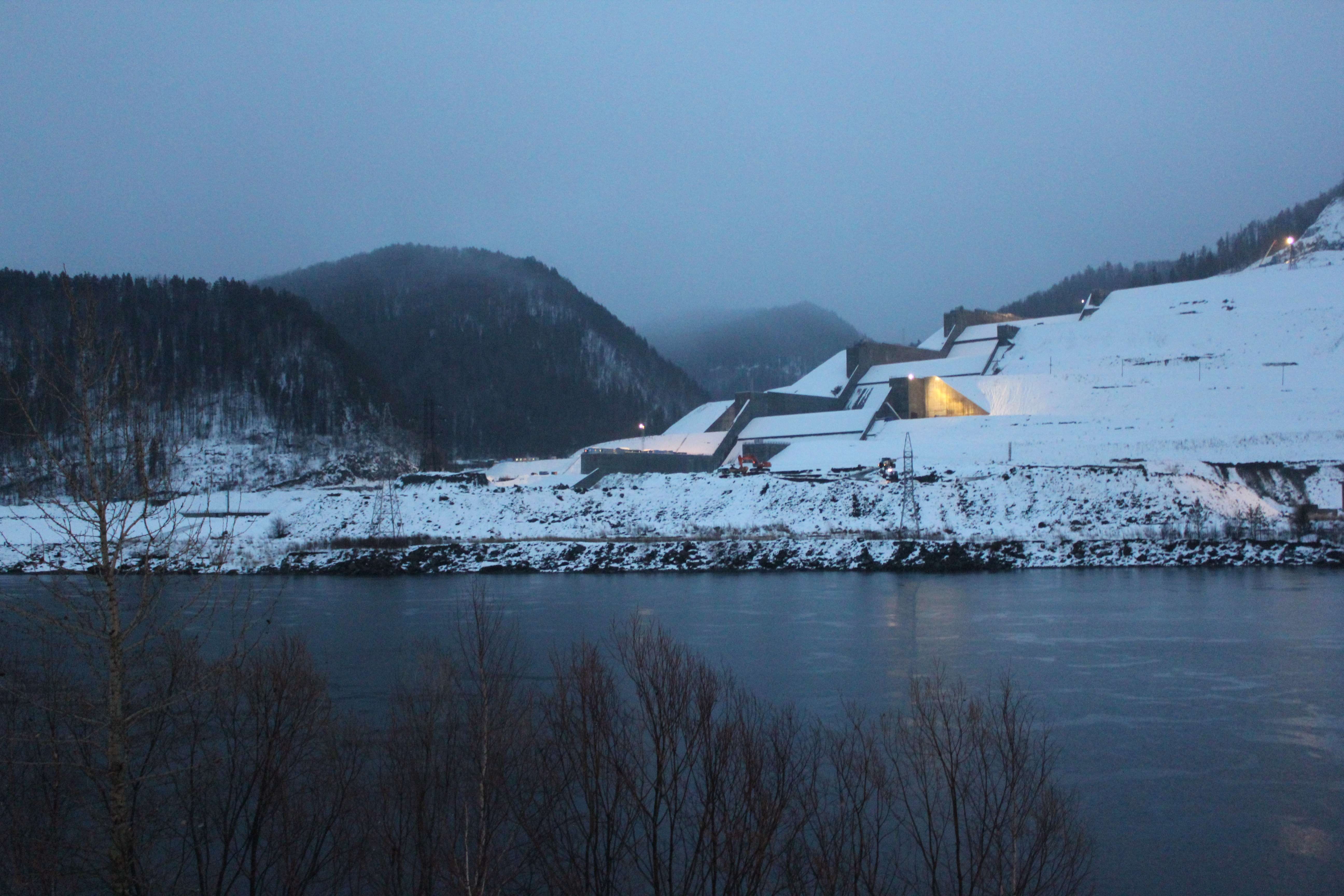
Береговой водосброс Саяно-Шушенской ГЭС (ноябрь 2010)

Береговой водосброс расположен на правом берегу и предназначен для пропуска паводков редкой повторяемости. Конструктивно водосброс состоит из водоприёмного сооружения, двух безнапорных тоннелей, пятиступенчатого перепада и отводящего канала. Водоприёмное сооружение предназначено для забора воды в водосброс и включает в себя водосливы практического профиля с отметкой порога 524,0 м и забральную стенку. Пролёты шириной по 18 м и высотой 8,7 м каждый перекрыты основными сегментными затворами, маневрирование которыми осуществляется гидроприводами, управляемыми с помещения МНУ на входном оголовке берегового водосброса. Перед сегментным затвором имеются пазы для установки плоского скользящего секционного аварийно-ремонтного затвора с помощью козлового крана грузоподъёмностью 2 × 125 т. Безнапорные тоннели длиной по 1130 м имеют корытообразное сечение 10 × 12 м, толщина бетонной обделки на разных участках 0,6 — 1,5 м, скорость воды в тоннелях до 22 м/с. Пятиступенчатый перепад представляет собой пять колодцев гашения шириной 100 м и длиной от 55 до 167 м, разделённых водосливными плотинами. Функция перепада заключается в гашении энергии потока — максимальные скорости потока на входе в верхний колодец достигают 30 м/с, на сопряжении с руслом реки уменьшаются до 4 — 5 м/с. Отводящий канал шириной по дну 100 м и длиной по оси около 700 м обеспечивает сопряжение сбрасываемого потока с руслом реки. Пропускная способность берегового водосброса при НПУ составляет 3540 м³/с, при ФПУ 3800 м³/с.

### Здание ГЭС
В здании ГЭС размещено 10 гидроагрегатов, мощностью 640 МВт каждый. Крупнейшие по мощности гидроагрегаты в России, с радиально-осевыми турбинами РО-230/833-0-677, работающими при расчётном напоре 194 м (рабочий диапазон напоров от 175 до 220 м). Номинальная частота вращения гидротурбины 142,8 об/мин, максимальный расход воды через турбину при НПУ 340 м³/с, КПД турбины в оптимальной зоне около 96 %, общая масса оборудования гидротурбины 1440 т. Рабочее колесо гидротурбины неразъёмной цельносварной конструкции из нержавеющей стали, имеет диаметр 6,77 м. Первые два гидроагрегата снабжались сменными рабочими колёсами РО-140/820а-605, работающими при напоре от 60 до 120 м; впоследствии сменные рабочие колёса были заменены на штатные. Отличительной особенностью гидротурбин станции являлось использование индивидуальных приводов лопаток направляющего аппарата, но в ходе реконструкции 2011—2014 годов от этого варианта отказались, на новых турбинах используется традиционная схема общего привода лопаток направляющего аппарата через регулирующее кольцо.
Турбины приводят в действие синхронные гидрогенераторы зонтичного типа СВФ1-1285/275-42 УХЛ4 с диаметром ротора 10,3 м, выдающие ток напряжением 15,75 кВ. Гидрогенераторы имеют водяное охлаждение. Производитель турбин Ленинградский металлический завод, генераторов — завод «Электросила». Оба предприятия входят в концерн «Силовые машины». При создании гидроагрегатов Саяно-Шушенской ГЭС широко использовался опыт изготовления мощных (500 МВт) гидроагрегатов Красноярской ГЭС.
Здание ГЭС имеет криволинейную форму в плане, радиус по оси агрегатов 452 м. Подводная часть здания разделена на 10 блоков по числу гидроагрегатов, 9 из которых имеют ширину по оси агрегатов 23,82 м, а торцевой 10-й блок, примыкающий к раздельному устою, 34,6 м. Ширина машинного зала с полом на отметке 327,0 м составляет 35 м, а его общая длина с монтажной площадкой 289 м. Расстояние между осями агрегатов 23,7 м. В здание ГЭС уложено 480 000 м³ бетона. Стены и крыша машинного зала станции созданы на базе пространственной перекрёстно-стержневой конструкции, состоящей из унифицированных металлических элементов системы Московского архитектурного института (МАРХИ). К зданию ГЭС и к низовой грани левобережной части плотины примыкают глубоко врезанные в откос здания монтажной площадки и трансформаторной мастерской.
Станционная площадка левого берега размещается на отметке 333,0 м. Площадка ограждена со стороны реки подпорной стенкой, ниже которой берег реки укреплён армированной бетонной облицовкой. На станционной площадке размещены два здания служебно-технологических корпусов: четырёхэтажный корпус «А», в котором размещаются центральный пульт управления (ЦПУ), помещения автоматизированной системы управления (АСУ), узел связи и административные службы, и прискальный корпус «Б» с цокольным и двумя надземными этажами, где расположены мастерские, лаборатории, службы цехов, столовая, бытовые помещения и прочие вспомогательные службы. От станционной площадки до посёлка городского типа Черёмушки, расположенного в 4 км от ГЭС, организовано трамвайное сообщение.

Сооружения и оборудование станции
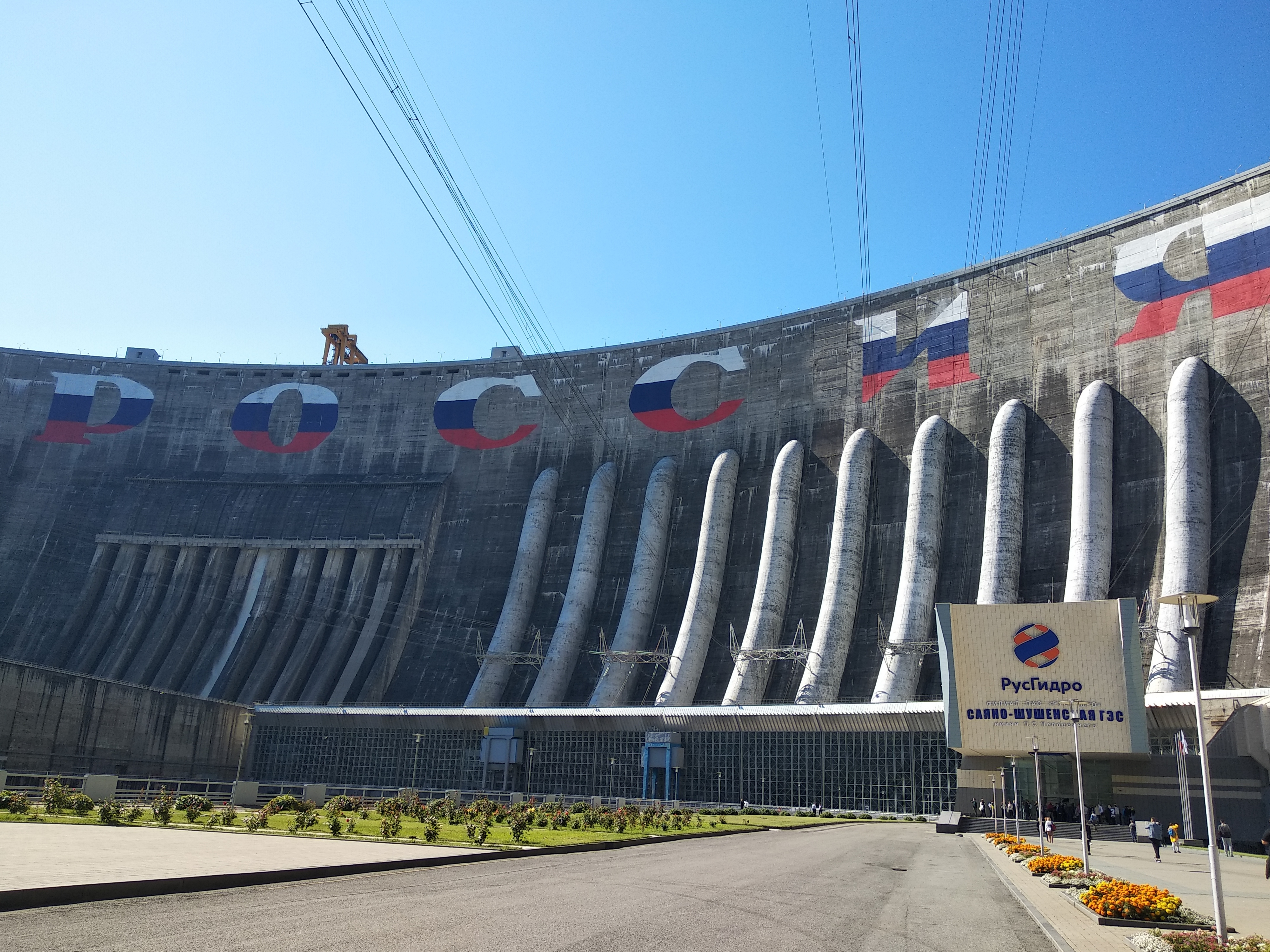
Вид с нижнего бьефа
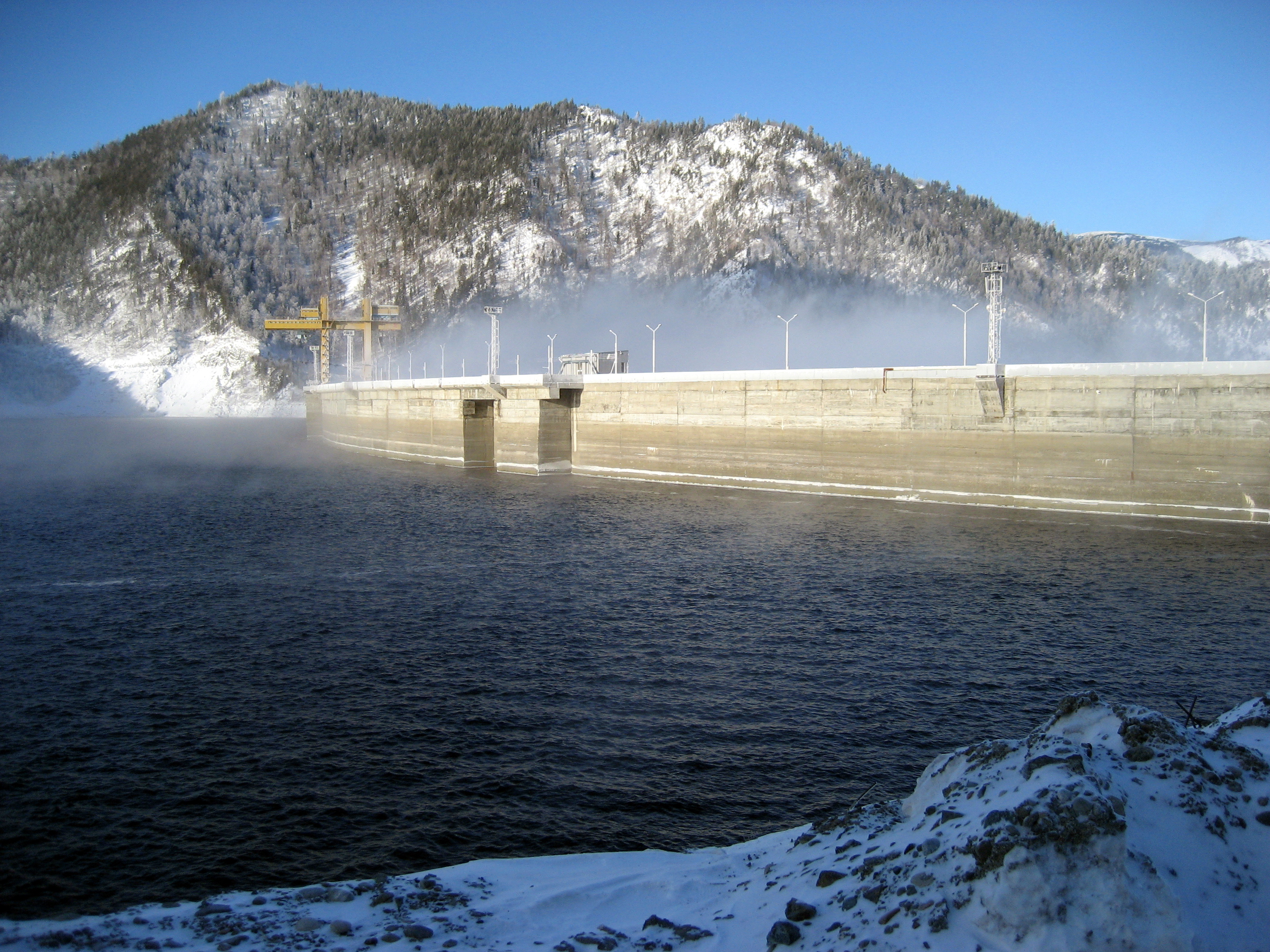
Вид с верхнего бьефа
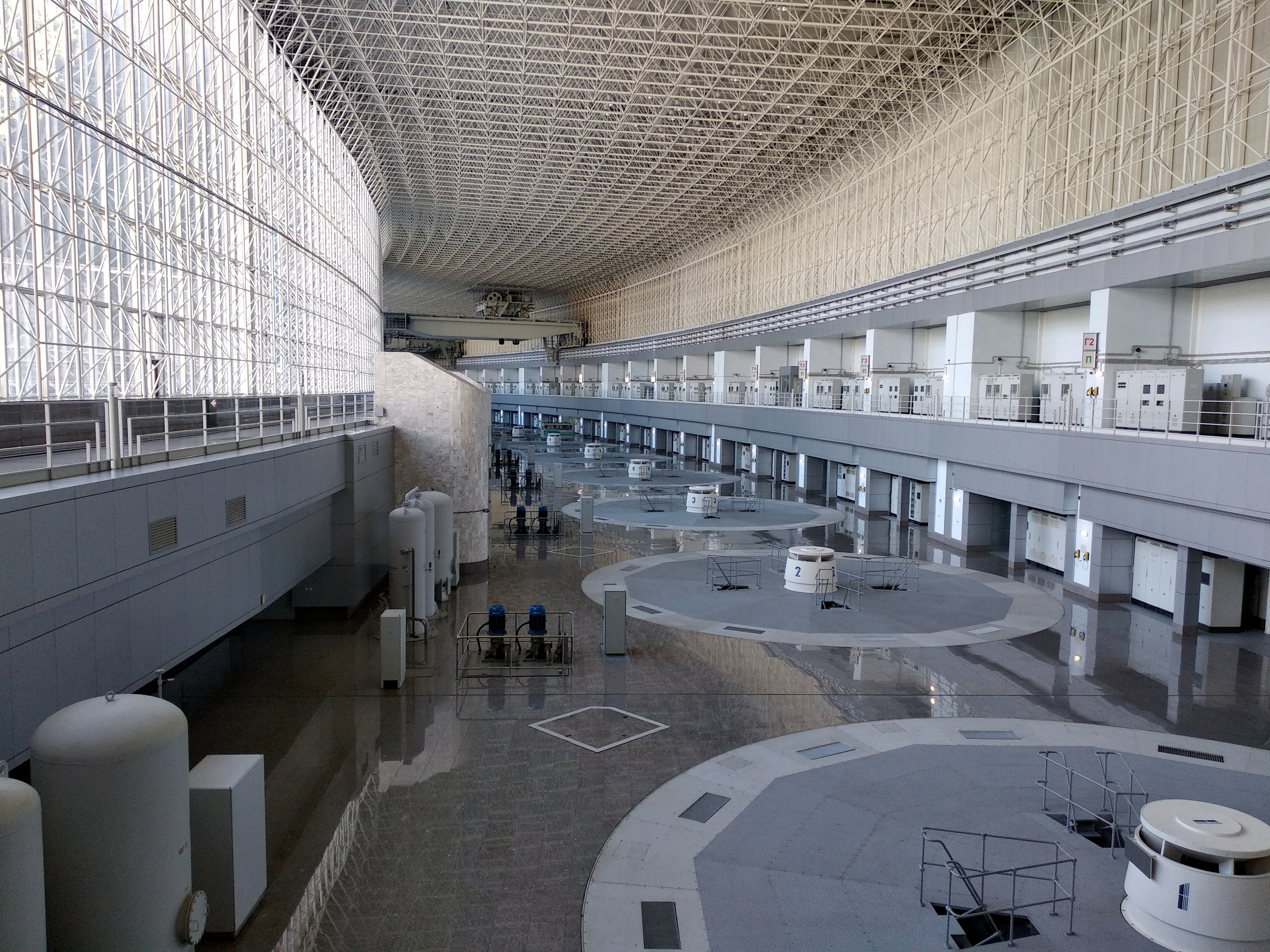
Машинный зал
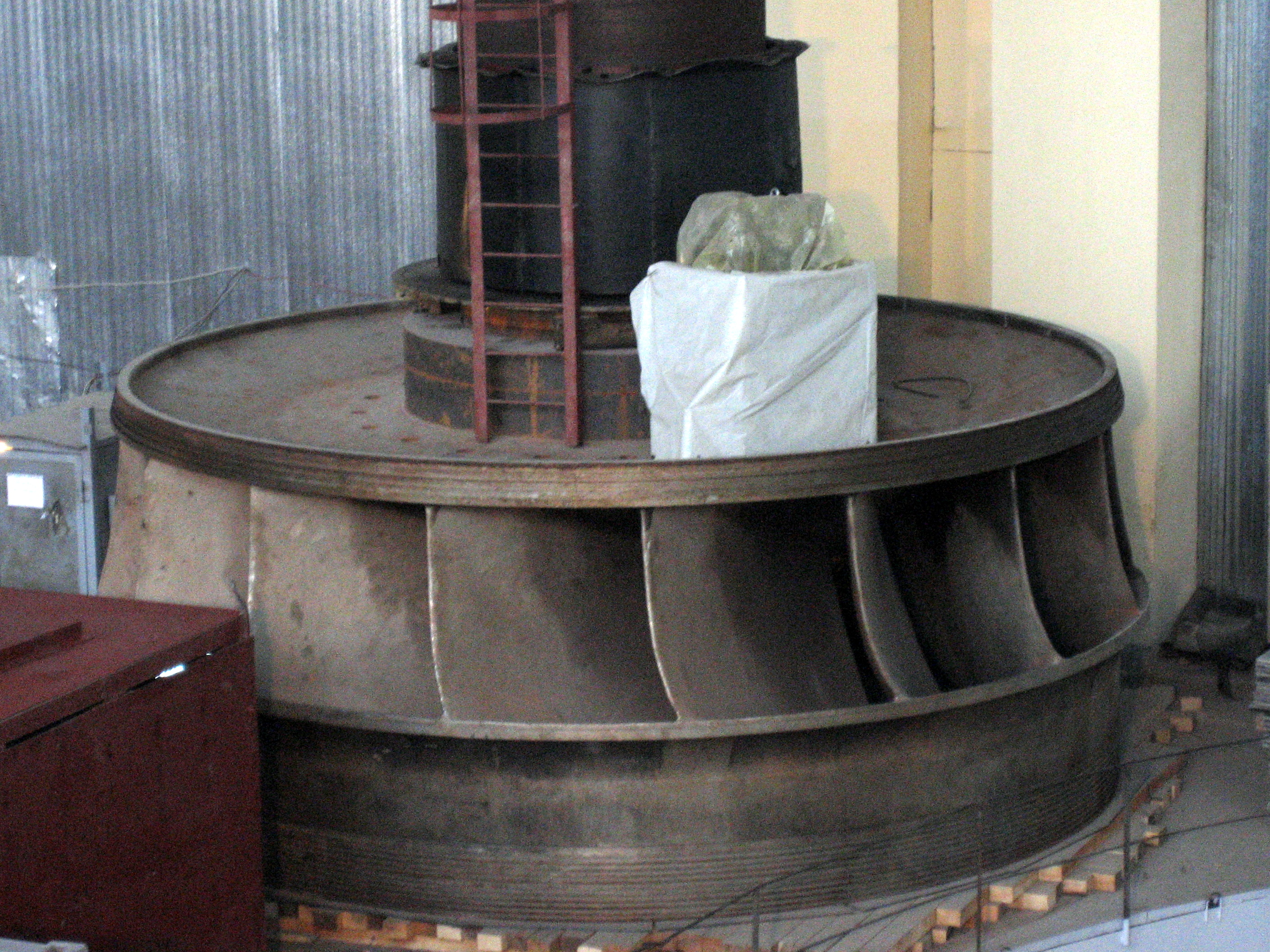
Рабочее колесо гидротурбины
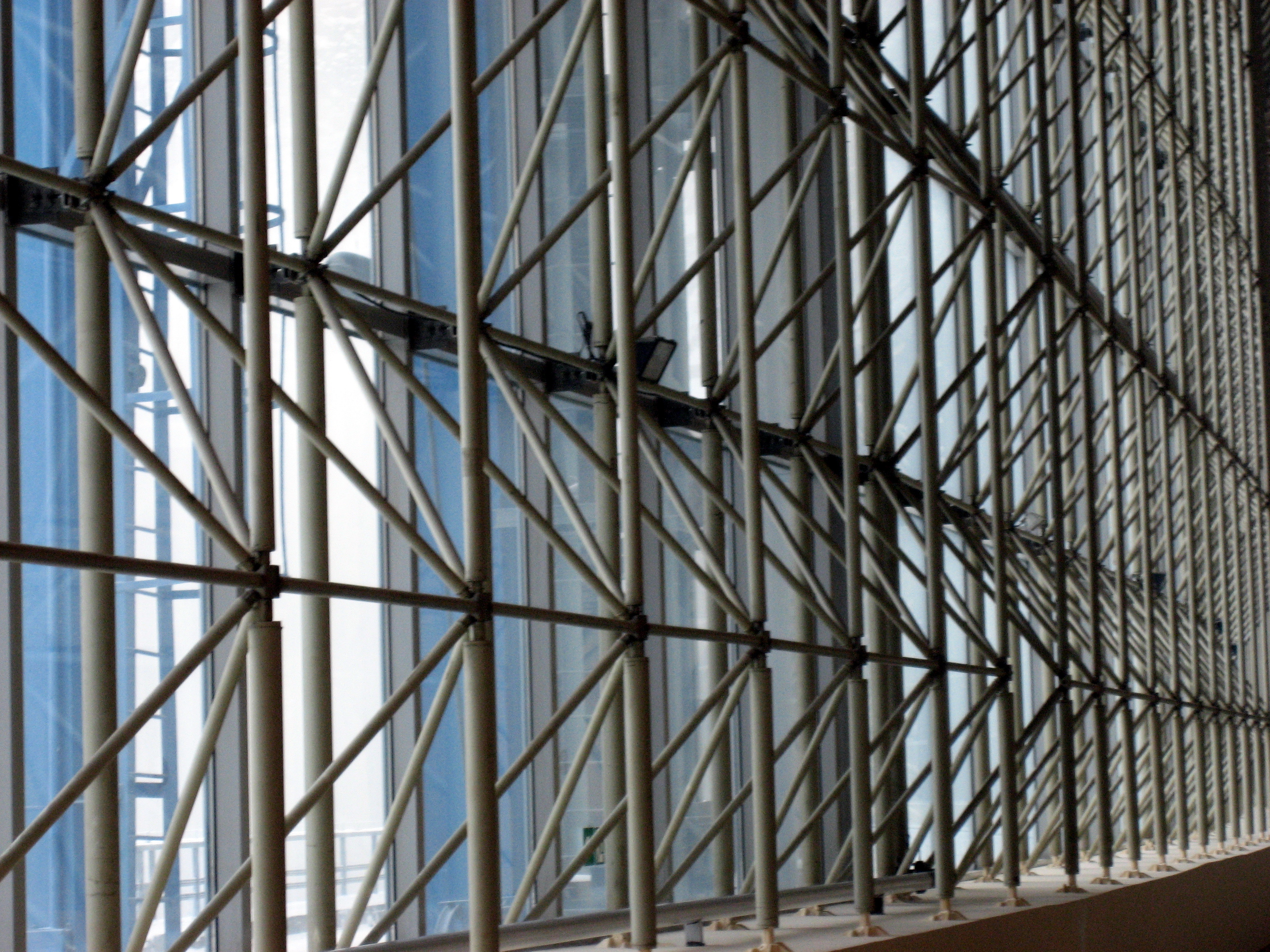
Конструкции машинного зала
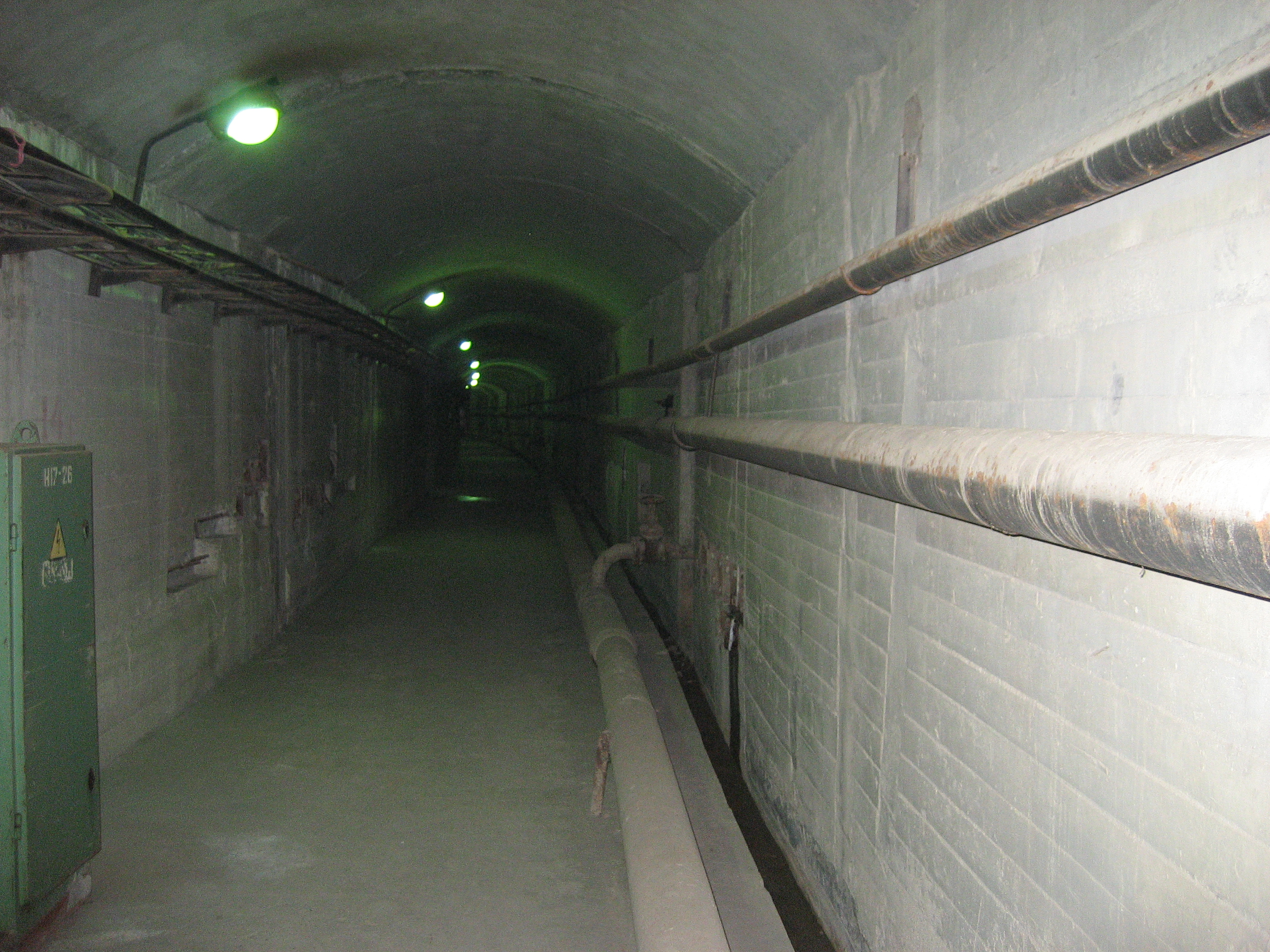
Потерна — галерея в теле плотины
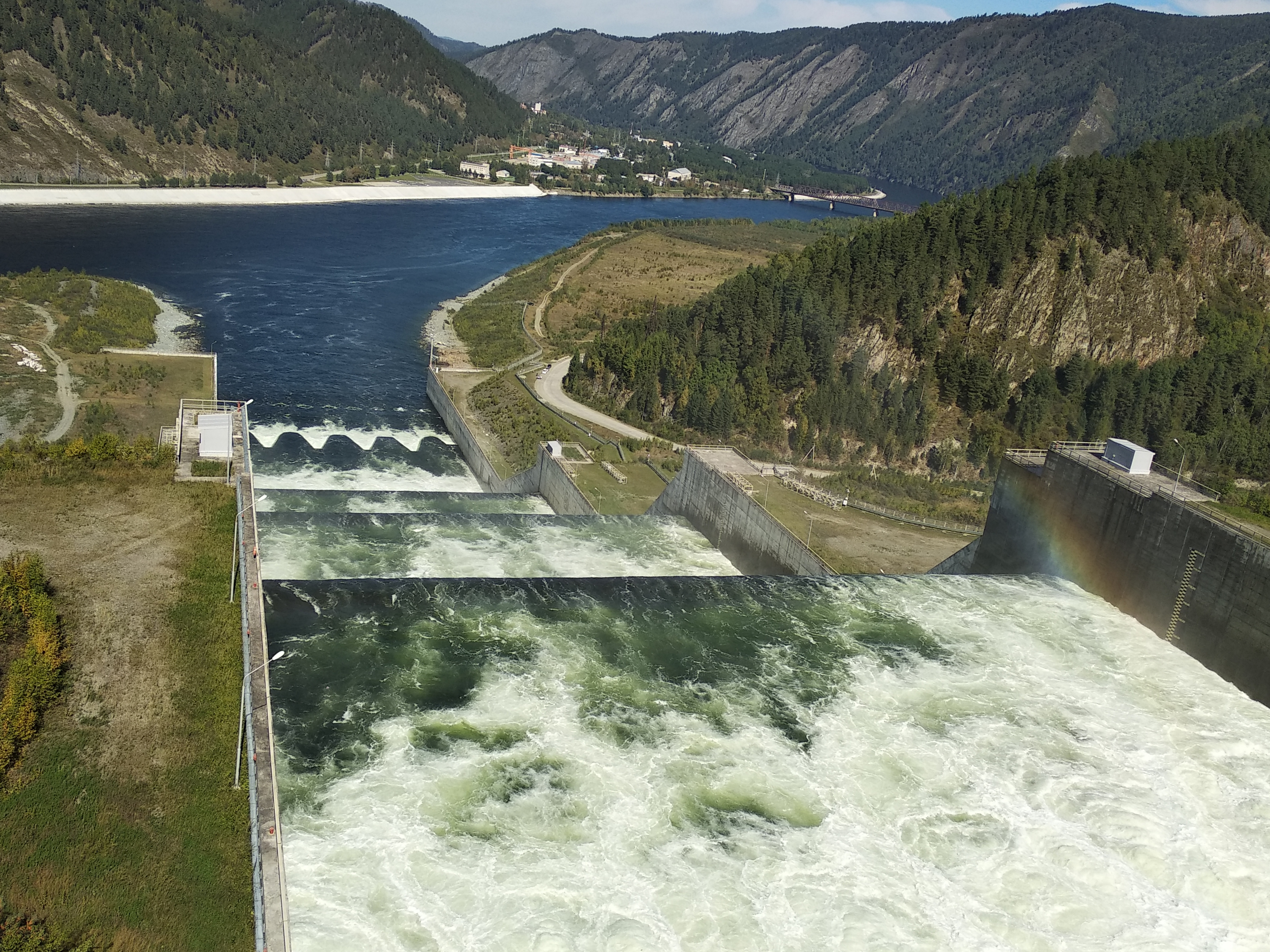
Береговой водосброс

### Схема выдачи мощности
Электрической схемой предусмотрено объединение в один энергоблок двух соседних агрегатов, работающих на одну группу из трёх однофазных трансформаторов типа ОРЦ-533000/500 мощностью 533 МВА и напряжением 15,75/500 кВ каждый. Всего на ГЭС установлено 15 основных трансформаторов. Трансформаторы расположены на специальной площадке в пазухе, образованной низовой гранью плотины и верховой стеной машинного зала. Первоначально генераторы подключались к трансформаторам посредством коммутационных аппаратных генераторных комплексов КАГ-15,75, каждый из которых включал в себя выключатель нагрузки, разъединитель, трансформаторы тока и напряжения; впоследствии КАГ-15,75 были заменены на современные элегазовые выключатели HEC-8.
Распределительное устройство напряжением 500 кВ размещено в 1,2 км ниже ГЭС по течению Енисея, в долине небольшой реки Карловой, русло которой было переведено в подземный коллектор. Площадка распределительного устройства размерами 128 × 340 м выполнена в полувыемке-полунасыпи. Изначально использовалось открытое распределительное устройство (ОРУ), с 2013 года выдача мощности производится с современного комплектного распределительного устройства элегазового (КРУЭ) напряжением 500 кВ, возведённого на площадке ОРУ; оборудование ОРУ (воздушные выключатели ВВБК-500А, трансформаторы тока ТФРМ-500, ограничители перенапряжения ОПНИ-500, разъединители РГ3-500/3200) демонтировано. Выдача мощности от трансформаторов до распределительного устройства осуществляется по трём ЛЭП вдоль левого берега и двумя ЛЭП через переходную опору, установленную на скальной выемке правого берега. Начальное крепление пролётов пяти ЛЭП 500 кВ выполнено к специальным металлическим конструкциям, закреплённым анкерами в железобетонную облицовку турбинных водоводов. В энергосистему электроэнергия выдаётся с ОРУ по четырём линиям электропередачи:
- ВЛ 500 кВ Саяно-Шушенская ГЭС — ПС Новокузнецкая (2 цепи);
- ВЛ 500 кВ Саяно-Шушенская ГЭС — ПС Означенное (2 цепи).

По причине ограниченной пропускной способности ЛЭП и недостаточного развития промышленных потребителей вблизи ГЭС максимальная выдаваемая в энергосистему мощность станции ограничена 5250 МВт

### Водохранилище

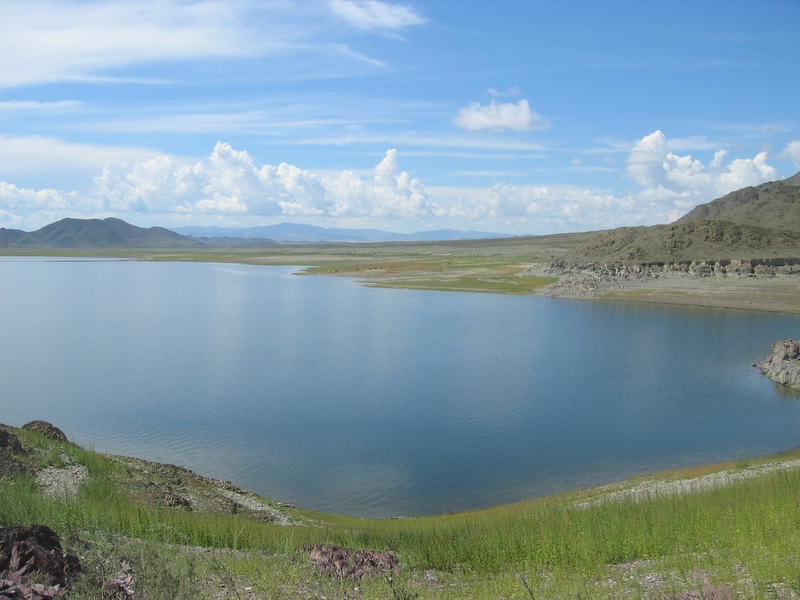
Саяно-Шушенское водохранилище

Плотина ГЭС образует крупное Саяно-Шушенское водохранилище сезонного регулирования полным объёмом 31,34 км³, полезным объёмом 15,34 км³, длиной 320 км и площадью 621 км². Проектная отметка нормального подпорного уровня (НПУ) водохранилища 540,0 м, форсированного подпорного уровня (ФПУ) 544,5 м. С 1997 года, после завершения ремонтных работ в теле плотины, отметка НПУ была снижена до 539 м, а ФПУ до 540 м. При создании водохранилища было затоплено 35 600 га (по другим данным 18 300 га) сельхозугодий и перенесено 2717 строений. Вода водоёма отличается высоким качеством, что позволило организовать в нижнем бьефе ГЭС рыбоводные хозяйства, специализирующиеся на выращивании форели. Водохранилище расположено в Туве, Хакасии и Красноярском крае. Проявлений наведённой сейсмичности в результате создания водохранилища не зафиксировано.

## Экологические последствия
После сооружения Саяно-Шушенской ГЭС в её нижнем бьефе в зимний период стала возникать незамерзающая полынья, связанная со сбросом относительно тёплых вод из водохранилища при работе гидроагрегатов ГЭС. Возникновение полыньи привело к усилению зажорных явлений в нижнем бьефе с периодическим подтоплением территорий. С целью минимизации ущерба от этих явлений в районе города Минусинска были сооружены защитные дамбы. Образование водохранилища и полыньи в нижнем бьефе оказало влияние на микроклимат прилегающих территорий, в результате чего снизился градиент температур воздуха, то есть уменьшилась континентальность климата, возросла влажность воздуха, над руслом реки в нижнем бьефе в зимний период усилилось образование туманов. В то же время изменения микроклимата преимущественно имеют локальный характер и наблюдаются не далее 2 км от водохранилища и русла реки в нижнем бьефе. Проблем с резкими колебаниями уровня воды в нижнем бьефе при смене режимов работы Саяно-Шушенской ГЭС удалось избежать за счёт строительства контррегулирующей Майнской ГЭС с буферным водохранилищем.

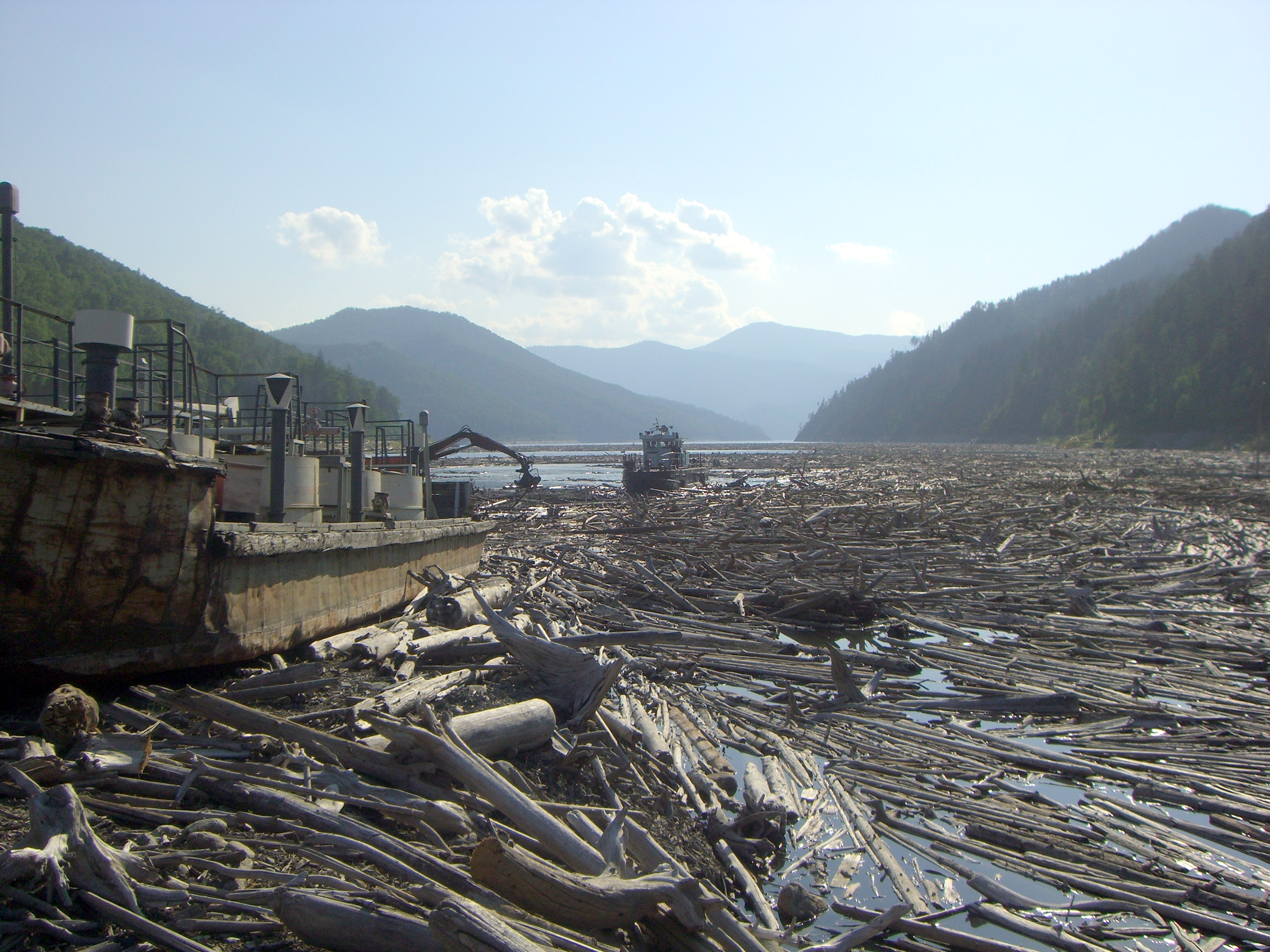
Всплывший лес в запани Саяно-Шушенского водохранилища

В зоне затопления водохранилища находилось более 3 млн м³ древесины. В связи с мелкоконтурностью и разбросанностью территорий произрастания деловой древесины, труднодоступностью лесных массивов из-за отсутствия подъездов, а также невозможностью обеспечения безопасной работы на крутых склонах каньона Енисея было принято решение[кем?] о затоплении данной древесины в водохранилище на корню. Полная лесоочистка была произведена только на озёрной части ложа водохранилища на территории Тувы, на рыбопромысловых участках и местах отстоя судов, а также части зоны переменного уровня водохранилища вблизи плотины. За время эксплуатации водохранилища большая часть, более 2 млн м³ затопленной древесины всплыла на его поверхность, после чего часть древесины, около 0,6 млн м³ вновь затонула вследствие намокания. В связи с большим объёмом водохранилища и медленным разложением древесины существенного влияния на качество воды в водохранилище она не оказывает. Всплывшая древесина собирается с акватории в нескольких запанях, образованных в заливах водохранилища, постепенно извлекается из водохранилища и складируется на берегу. Извлечено более 0,9 млн м³. Данная древесина имеет низкое качество, в связи с чем в 2010—2016 годах около 0,73 млн м³ древесины было утилизировано путем измельчения и захоронения на полигоне.
Начальный озеровидный участок водохранилища в Туве, на который приходится около 20 % полезной ёмкости водохранилища, в результате колебаний уровня воды в водохранилище при сезонном регулировании стока заполняется в середине августа и обсыхает в середине ноября, образуя в остальное время года обширную заболоченную и непригодную для хозяйственной деятельности низменность. Имеются предложения об отсечении этого участка водохранилища путём строительства низконапорной плотины.
С целью изучения влияния водохранилища на прилегающие экосистемы, охраны популяций соболя и снежного барса, а также в качестве компенсационного мероприятия на прилегающей к водохранилищу территории в 1976 году был создан Саяно-Шушенский биосферный заповедник площадью 3904 км². По мнению директора заповедника А. Рассолова, катастрофических изменений природной среды в результате строительства водохранилища не произошло. Отмечается факт возникновения на участке незамерзающей полыньи в нижнем бьефе и озеровидном участке водохранилища в Туве крупной популяции водоплавающих птиц.

## Экономическое значение
Саяно-Шушенская ГЭС является крупнейшей электростанцией России, к тому же вырабатывающей очень дешёвую электроэнергию. Себестоимость 1  кВт⋅ч электроэнергии в 2001 году Саяно-Шушенского гидроэнергетического комплекса составляла 1,62 коп. Всего за время эксплуатации Саяно-Шушенская ГЭС выработала более 900 млрд кВт·ч возобновляемой электроэнергии. ГЭС является самым мощным источником покрытия пиковых перепадов электроэнергии в Единой энергосистеме России. Гидроэлектростанция является основой и источником энергоснабжения Саянского территориально-производственного комплекса, включающего в себя крупные алюминиевые заводы: Саянский и Хакасский, принадлежат компании «Российский алюминий», Абаканвагонмаш, угольные разрезы, железные рудники, ряд предприятий лёгкой и пищевой промышленности
| 2014   | 2015   | 2016   | 2017   | 2018   | 2019   | 2020   | 2021   |
| ------ | ------ | ------ | ------ | ------ | ------ | ------ | ------ |
| 19 261 | 19 304 | 25 484 | 21 999 | 26 018 | 23 787 | 26 609 | 29 400 |

Водохранилище Саяно-Шушенской ГЭС имеет противопаводковое значение, защищая от наводнений расположенные ниже по течению территории. Так, в ходе половодья 2010 года приток в водохранилище составлял более 9000 м³/с, а сброс воды в нижний бьеф ГЭС составлял менее 6000 м³/с, при том, что при расходах более 7000 м³/с начинается подтопление территорий в нижнем бьефе.

## История строительства
Проектирование

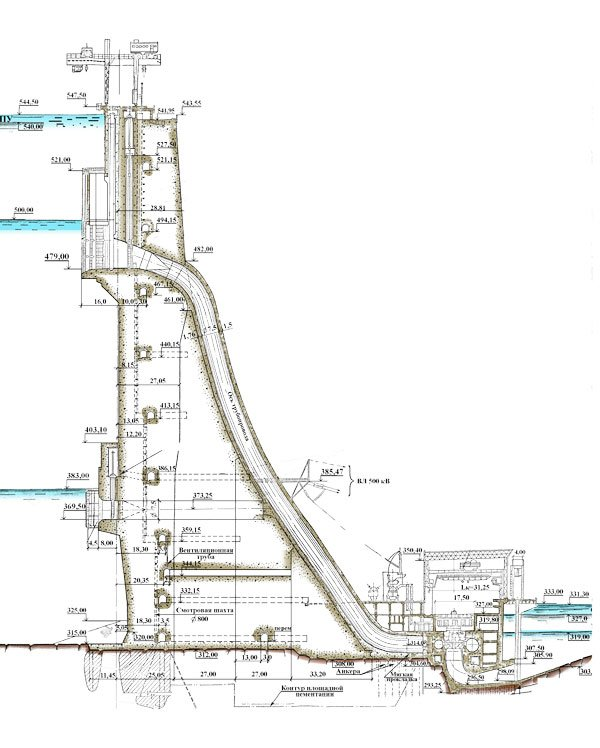
Чертёж плотины и здания ГЭС

В 1956—1960 годах «Ленгидроэнергопроектом» была разработана схема гидроэнергетического использования верхнего Енисея, в ходе работы над которой была установлена целесообразность использования падения реки в районе Саянского коридора одной мощной ГЭС, что позволяло создать водохранилище с ёмкостью, достаточной для сезонного регулирования. В 1962 году совет государственной научно-технической экспертизы подтвердил обоснованность предложенной схемы, начались работы по формулированию проектного задания. Одновременно начались полевые изыскания с целью поиска наиболее подходящего створа для строительства новой ГЭС — 4 ноября 1961 года в Абакан прибыл первый отряд изыскателей «Ленгидропроекта» во главе с П. В. Ерашовым. Изучались пять возможных створов — Майнский, Кибикский, Мраморный, Карловский и Джойский. Первоначально наиболее перспективным казался Джойский створ, но в ходе изысканий он был исключён из рассмотрения в связи с обнаруженными переуглублениями в скальном основании выше и ниже створа. По инженерно-геологическим и иным показателям наиболее оптимальным оказался Карловский створ, выбранный Государственной комиссией 21 июля 1962 года. В целом Саянской экспедицией «Ленгидропроекта» в течение 6 лет был выполнен большой объём инженерно-геологических работ (так, объём бурения составил 41 км, фильтрационные опыты были проведены с 4000 образцами пород, что позволило избежать «геологических неожиданностей» при строительстве).
В 1962—1965 годах «Ленгидропроектом» велись активные работы в рамках разработки проектного задания Саяно-Шушенской ГЭС. В ходе проектирования рассматривались варианты компоновки будущего гидроузла с каменно-набросной, бетонной гравитационной, арочной и арочно-гравитационной плотиной. Из всех возможных вариантов наиболее предпочтительным оказался вариант с арочно-гравитационной плотиной (так, вариант с каменно-набросной плотиной, потенциально несколько более дешёвый, был отвергнут по причине необходимости строительства крупных тоннельных водосбросов, требовавших сооружения сложных в эксплуатации двухъярусных водоприёмников и создававших тяжёлый гидравлический режим реки в нижнем бьефе). Проектное задание Саяно-Шушенской ГЭС было утверждено Советом Министров СССР в 1965 году и предусматривало сооружение ГЭС с 12 гидроагрегатами мощностью по 530 МВт (с подводом воды по типу использованного на Красноярской ГЭС), расположенными в здании ГЭС, по центру арочно-гравитационной плотины, и двумя поверхностными водосбросами без водобойных колодцев слева и справа от здания ГЭС, предусматривавших гашение энергии потока воды в яме размыва в нижнем бьефе.
После утверждения проектного задания начались работы по созданию технического проекта Саяно-Шушенской ГЭС. В ходе работы над техническим проектом конструктивная схема отдельных элементов гидроузла, зафиксированная в проектном задании, подверглась изменению. В 1968 году по предложению Министерства энергетики СССР и заводов-производителей оборудования было решено увеличить единичную мощность гидроагрегатов до 640 МВт, что позволило уменьшить их количество до 10; кроме того, было принято решение об использовании однониточных трубопроводов и одноподводных спиральных камер, в результате чего удалось существенно уменьшить длину здания ГЭС. Также в связи со значительными прогнозируемыми размерами воронки размыва и возможным развитием ряда неблагоприятных процессов в нижнем бьефе было принято решение об отказе от предусмотренной проектным заданием схемы водосбросных сооружений с гашением потока в воронке размыва в пользу водосброса с водобойным колодцем, расположенного в правой части гидроузла. В 1969 году состоялась первая экспертиза технического проекта Саяно-Шушенской ГЭС, по итогам которой было принято решение о доработке проекта. В 1970 году состоялась повторная экспертиза, по результатам которой 11 января 1971 года технический проект Саяно-Шушенской ГЭС был утверждён коллегией Минэнерго СССР.
Должность главного инженера проекта Саяно-Шушенской ГЭС в разное время занимали Г. А. Претро (до 1965 года), Я. Б. Марголин (1965—1968), Л. К. Доманский (1968—1972) и А. И. Ефименко (1972—1991).
От начала строительства до пуска гидроагрегата № 1 (1963—1978 годы)

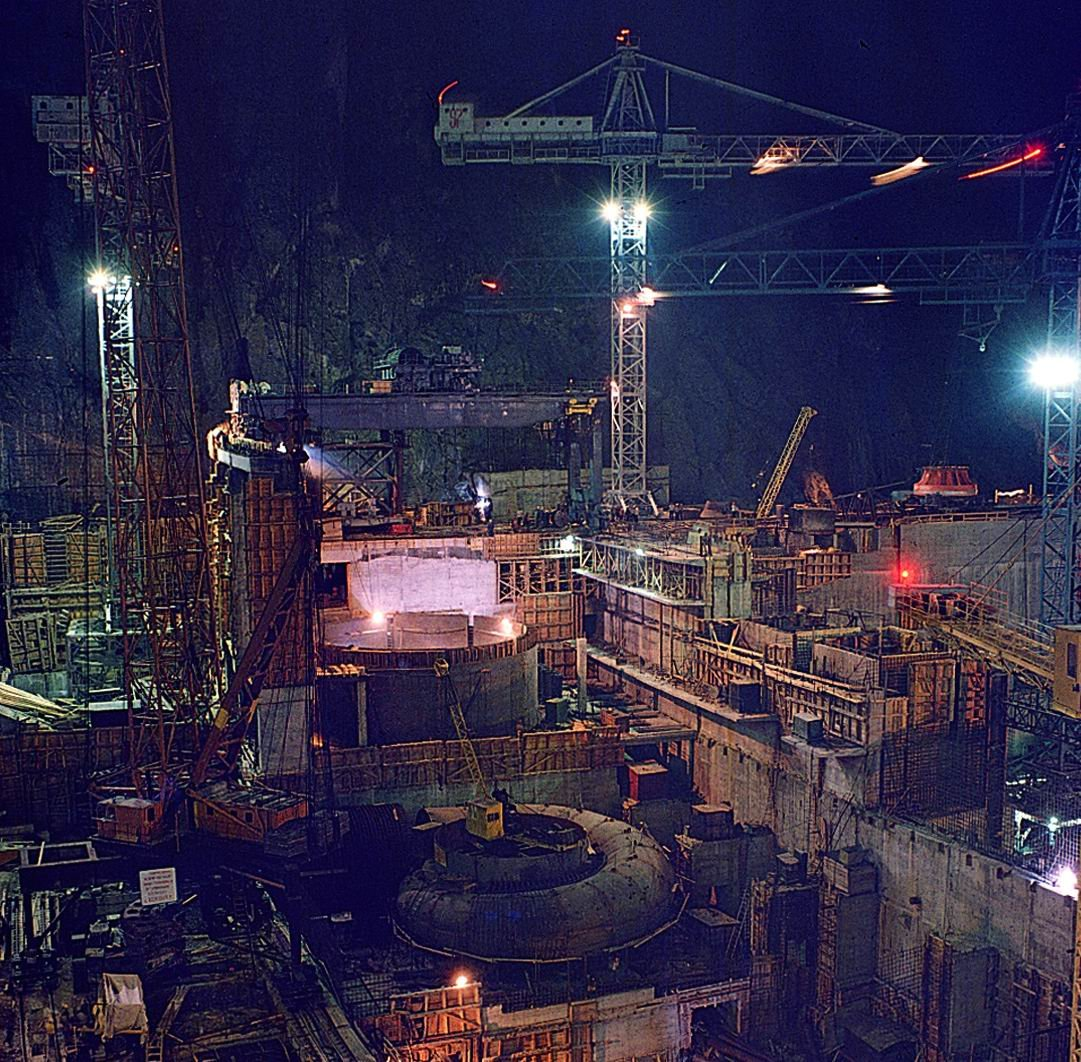
Строительство ГЭС. На переднем плане — спиральная камера гидроагрегата

Подготовительный этап строительства Саяно-Шушенской ГЭС начался в 1963 году со строительства дорог, жилья для строителей и других объектов инфраструктуры. Головной организацией, ответственной за строительство гидроузла, стал «КрасноярскГЭСстрой». Согласно проектному заданию, строительство ГЭС предполагалось осуществить в 1963—1972 годах. Однако объёмы финансирования строительства с первых лет подготовительного периода значительно отставали от проектных, что привело к затягиванию сроков сооружения ГЭС. Непосредственные работы по сооружению собственно ГЭС были начаты 12 сентября 1968 года с отсыпки перемычек котлована первой очереди. После осушения котлована 17 октября 1970 года в основные сооружения станции был уложен первый кубометр бетона. К моменту перекрытия Енисея, осуществлённого 11 октября 1975 года, были построены основание водосбросной части плотины с донными водосбросами первого яруса, значительная часть водобойного колодца и рисберма. После перекрытия реки были развёрнуты работы по сооружению левобережной части плотины со зданием ГЭС; вплоть до 1979 года сток реки пропускался через 9 донных водосбросов, а также поверх строящейся водосбросной части плотины через так называемую «гребёнку», образованную наращиванием нечётных секций плотины по отношению к чётным. В апреле 1976 года было принято постановление Совета Министров СССР об ускорении строительства Саяно-Шушенской ГЭС, устанавливавшее жёсткие сроки ввода гидроагрегатов: первый агрегат — в 1978 году, по два агрегата — в 1979 и 1980 годах. Первый гидроагрегат Саяно-Шушенской ГЭС (со сменным рабочим колесом) был поставлен под промышленную нагрузку 18 декабря 1978 года. Всё уникальное оборудование станции было изготовлено на заводах СССР: гидротурбины на производственном объединении «Ленинградский металлический завод», гидрогенераторы на Ленинградском производственном объединении «Электросила», силовые трансформаторы на производственном объединении «Запорожтрансформатор».
Затопление котлована ГЭС при пропуске половодья 1979 года
К 1976 году стало очевидно, что реальные темпы строительства значительно отстают от проектных предположений. Согласно техническому проекту станции, к моменту пуска первых гидроагрегатов планировалось возвести плотину на высоту 170 м и уложить в основу главных сооружений более 75 % бетона от общего объёма; для пропуска половодья в этот период планировалось использовать 10 временных водосбросов второго яруса. Отставание темпов работ при сохранявшихся директивных сроках пуска гидроагрегатов привело к необходимости изменения проектных параметров сооружения. В частности, было принято решение о снижении уровня верхнего бьефа, необходимого для пуска первых гидроагрегатов, что позволило снизить необходимый для укладки к этому моменту объём бетона с 7,31 до 4,13 миллионов м³, количество водосбросов второго яруса было уменьшено с 10 до 6 при сохранении их общей пропускной способности.
Однако обеспечить необходимые темпы укладки бетона даже в сокращённом варианте не удалось, что привело к невозможности пропуска половодья 1979 года с использованием только водосбросов второго яруса (донные водосбросы первого яруса подлежали заделке). Возникла необходимость использования также и открытых водосливов, образованных за счёт штрабления нечётных секций водосбросной части плотины. Тем не менее, к началу половодья 1979 года водосбросной участок плотины не был подготовлен к пропуску воды и в этом варианте — в необходимые для безопасного пропуска половодья сооружения не было уложено более 100 000 м³ бетона. В результате 23 мая 1979 года при пропуске половодья произошёл перелив воды через раздельную стенку и затопление котлована ГЭС с введённым в строй гидроагрегатом № 1. Перед затоплением гидроагрегат был остановлен и частично демонтирован, что позволило после откачки воды быстро восстановить его работоспособность. В ходе восстановительных работ был сооружён бетонный барьер вокруг гидрогенератора, произведена герметизация ограждающих конструкций. 31 мая произведена откачка воды из гидрогенератора, 10 июня началась откачка воды из здания ГЭС. Одновременно велись ремонтно-восстановительные работы на оборудовании станции. 20 июня здание ГЭС и турбинное оборудование было осушено полностью. 4 июля началась сушка изоляции гидрогенератора и ремонт повреждённых узлов. Повторно гидроагрегат № 1 был включен в сеть 20 сентября 1979 года.
Строительство в 1979—1991 годах

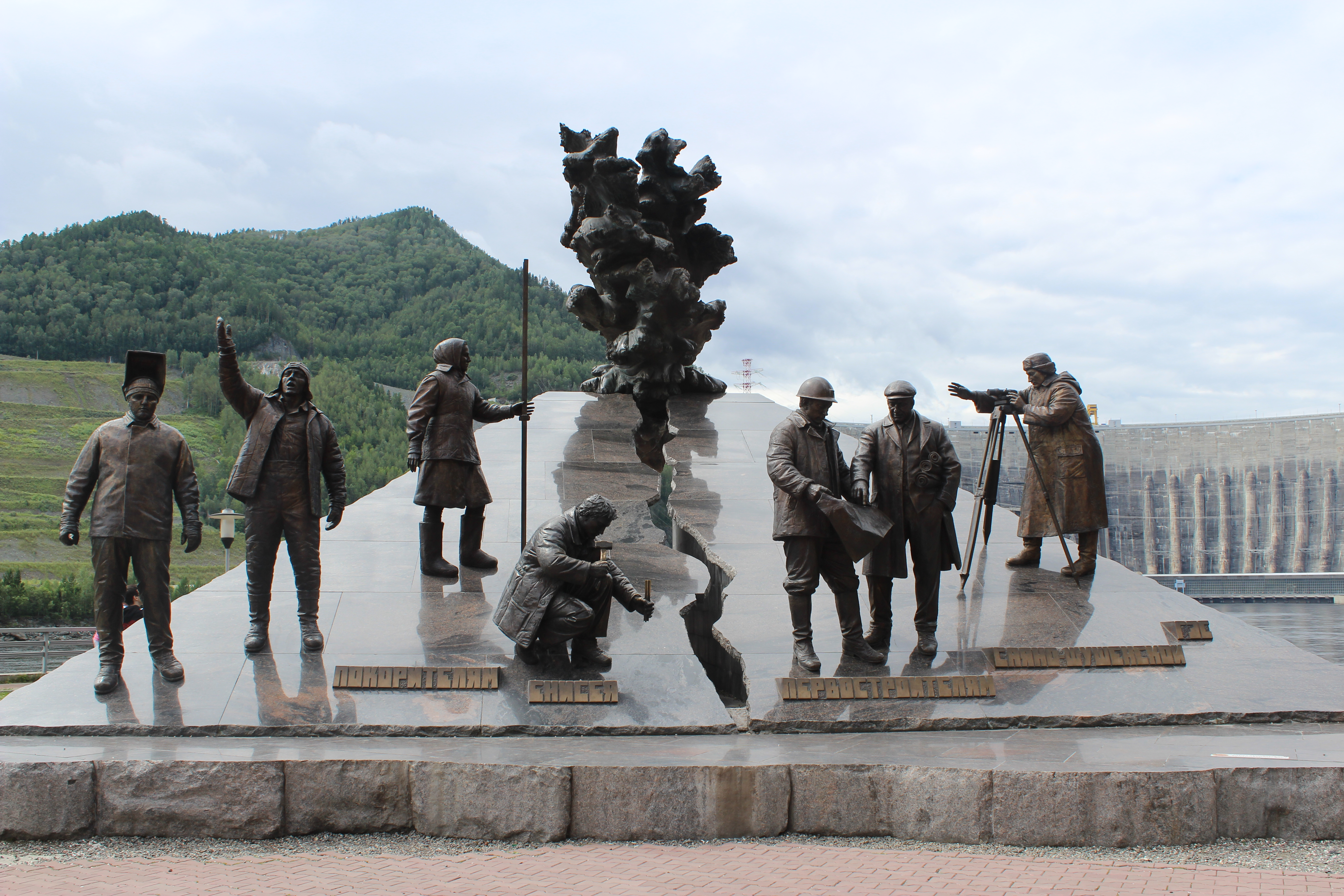
Памятник строителям ГЭС на смотровой площадке. Открыт в 2008 году

Ввод гидроагрегата № 2 (также со сменным рабочим колесом) был произведён 5 ноября 1979 года, гидроагрегата № 3 со штатным рабочим колесом — 21 декабря 1979 года. К моменту пуска данных гидроагрегатов профиль плотины также не соответствовал проекту — основные усилия строителей были направлены на интенсификацию сооружения I столба плотины при недостаточных объёмах бетонирования остальных столбов, что при заполнении водохранилища привело к непроектным напряжениям в I столбе и образованию трещин в бетоне. Имели место значительные по объёму (более 13 000 м³ бетона и железобетона) кавитационные разрушения в водосбросах второго яруса и попусковом водосбросе первого яруса, связанные как с недостаточно продуманными проектными решениями, так и с отступлениями от проекта при строительстве и эксплуатации водосбросов. В частности, согласно проекту временные водосбросы второго яруса планировалось использовать в течение 2-3 лет, однако из-за затягивания строительства фактически они использовались 6 лет.
В 1980 году были пущены гидроагрегаты № 4 и № 5 (29 октября и 21 декабря), 6 декабря 1981 года — гидроагрегат № 6. Оставшиеся гидроагрегаты были пущены в 1984 году (№ 7 — 5 сентября и № 8 — 11 октября) и в 1985 году (№ 9 — 1 декабря, № 10 — 25 декабря). К началу половодья 1985 года были заделаны водосбросы второго яруса и введена в работу часть эксплуатационных водосбросов. В 1987 году временные рабочие колёса гидроагрегатов № 1 и № 2 были заменены на постоянные. К 1988 году строительство ГЭС было в основном завершено, в 1990 году водохранилище было впервые заполнено до отметки НПУ. В постоянную эксплуатацию Саяно-Шушенская ГЭС была принята 13 декабря 2000 года.
Разрушения водобойного колодца и их устранение
Первые, умеренные по объёму и относительно легко устранённые повреждения водобойного колодца Саяно-Шушенской ГЭС были зафиксированы в 1980—1981 годах и были связаны с попаданием в водобойный колодец горной породы, кусков бетона и строительного мусора, нарушениями в технологии строительства, непроектными режимами работы водосбросов.
Половодье 1985 года впервые пропускалось с использованием эксплуатационных водосбросов (5 из 11), сбрасываемые расходы достигали 4500 м³/с. Перед пропуском половодья водобойный колодец был осушен, обследован и очищен, значительных повреждений в нём обнаружено не было. После пропуска половодья, в ноябре 1985 года при осмотре водобойного колодца было выявлено наличие в нём значительных разрушений. На площади около 70 % поверхности дна колодца плиты крепления были полностью разрушены и выброшены потоком за водобойную стенку. На площади, составляющей порядка 25 % от общей площади дна колодца, были разрушены все плиты крепления, бетонная подготовка и скала на глубину от 1 до 6 м ниже основания плит. Причиной разрушения колодца комиссия Минэнерго СССР назвала дефектную конструкцию крепления плит; в то же время экспертная комиссия Инженерной академии РФ в 1993 году пришла к выводу о правильности проектных решений конструкции крепления. В настоящее время причиной разрушения водобойного колодца в 1985 году считается разрушение бетонной «пломбы», которой были заделаны кавитационные повреждения дна водобойного колодца, возникшие в 1981 году, с последующим проникновением скоростного напора воды между плитами крепления и их основанием, что вызвало отрыв плит. Причиной разрушения «пломбы» называется её недостаточная прочность и отсутствие герметизации швов в местах её сопряжения с плитами крепления, усугублённые сосредоточенным воздействием сбрасываемого потока воды, возникшего в результате использования непроектной схемы открытия затворов водосброса.
Сразу же после обследования осушенного колодца комиссией Минэнерго СССР было принято решение о его восстановлении, причём конструкция нового крепления принималась принципиально отличной от исходного: вместо плит толщиной 2,5 м и размерами 12,5×15 м с герметизированными швами было решено устроить крепление из бетонных блоков толщиной 4—8 м размерами 6,25×7,5 м с открытыми швами. Устойчивость блоков обеспечивалась за счёт их веса, цементации основания и использования анкеров. Работы было решено выполнить в две очереди — первая, предусматривающая реконструкцию дна колодца по его периферии, должна была быть закончена к половодью 1986 года, вторая (реконструкция центральной части колодца) — к половодью 1987 года. В блоки первой очереди было уложено 30 100 м³ бетона и установлено 785 анкеров. Разборка старого крепления и подготовка основания для нового проводилась с широким использованием буровзрывных работ. К моменту затопления колодца перед половодьем 1986 года в центральной части колодца находился отвал скального грунта и обломков бетона общим объёмом около 20 000 м³. После прохождения половодья было обнаружено, что крепление первой очереди не получило значительных повреждений; большая часть отвала грунта из центральной части колодца была вымыта и унесена потоком за пределы колодца. Вторая очередь реконструкции крепления потребовала укладки 52 100 м³ бетона и установки 197,5 т анкеров.
В 1987 году эксплуатационные водосбросы не использовались. В 1988 году для пропуска летнего паводка с 15 июля по 19 августа открывалось до пяти эксплуатационных водосбросов, максимальный расход достигал 5450 м³/с. После осушения колодца в сентябре 1988 года были обнаружены значительные разрушения его днища в центральной части. Общая площадь повреждений составила 2250 м², что соответствует примерно 14 % общей площади дна колодца. В зоне наибольших разрушений площадью 890 м² бетонное крепление было разрушено полностью, до скального грунта, с образованием в последнем воронки размыва. Бетонные блоки крепления весом до 700 тонн каждый были либо разрушены, либо отброшены потоком к водобойной стенке. Причиной разрушения водобойного колодца являлось образование трещин в блоках первой очереди реконструкции в ходе подготовки основания под блоки второй очереди с применением широкомасштабных буровзрывных работ. Проникновение воды под давлением в трещины через открытые швы между блоками привело к разрушению повреждённых блоков первой очереди, что в свою очередь привело к отрыву от основания неповреждённых блоков второй очереди, часть из которых (толщиной 6 м и более) к тому же не была закреплена анкерами. Усугубило ситуацию включение водосбросов 43 и 44 секций с полным открытием затворов 1 августа 1988 года, что привело к концентрации сбросов на «потревоженной», но ещё находившейся на месте части крепления, после чего в короткие сроки произошло разрушение крепления.
Разрушения в водобойном колодце после паводка 1988 года устранялись путём установки блоков, аналогичных блокам первой и второй очереди, но с герметизацией швов металлическими шпонками и обязательной установкой анкеров. Кроме того, во всех сохранившихся блоках крепления второй очереди толщиной 6 метров и более также устанавливались анкеры из расчёта один анкер на 4 м² площади. В головной части заделки зоны повреждений устанавливались предварительно-напряжённые анкеры. Была проведена цементация швов блоков 5—11 рядов всех трёх очередей. Взрывные работы при подготовке основания для установки блоков были исключены. Работы по реконструкции водобойного колодца были завершены к 1991 году, всего было уложено 10 630 м³ бетона, установлено 221 т пассивных анкеров и сеток и 46,7 т (300 шт.) предварительно-напряжённых анкеров. После завершения реконструкции, в ходе дальнейшей эксплуатации значительных разрушений в водобойном колодце не наблюдалось.
Строительство берегового водосброса
После выявления повторных разрушений в водобойном колодце в 1988 году на состоявшемся 3—6 октября 1988 года заседании комиссии Минэнерго СССР было предложено, с целью снижения нагрузок на водобойный колодец, рассмотреть возможность сооружения дополнительного водосброса тоннельного типа пропускной способностью 4000—5000 м³/с. К 1991 году «Ленгидропроектом» и институтом «Гидропроект» была проведена предварительная проработка ряда вариантов тоннельных водосбросов (в двух- и однониточном исполнении). В 1993 году экспертной комиссией Инженерной академии РФ под председательством Н. П. Розанова были детально рассмотрены вопросы надёжности плотины и водосбросных сооружений Саяно-Шушенской ГЭС. В выводах комиссии декларировалась нецелесообразность рассмотрения вопроса о строительстве дополнительного водосброса.
После проведения работ по заделке трещин в плотине было принято решение снизить отметки НПУ и ФПУ гидроузла, что привело к снижению регулирующей ёмкости водохранилища; кроме того, были введены ограничения на скорость заполнения водохранилища. Исходя из изменившихся условий, было принято решение о возобновлении работ по береговому водосбросу. В 1997 году «Ленгидропроектом» с участием ВНИИГ были проведены предпроектные проработки трёх вариантов берегового водосброса; в 1998 году первые проработки по водосбросу были проведены НИИЭС. Рассмотрев данные материалы, экспертная комиссия РАО «ЕЭС» приняла решение о проведении проектных работ и гидравлических исследований берегового водосброса, приняв за основу проработки НИИЭС. В 2001 году технико-экономическое обоснование берегового водосброса, разработанное «Ленгидропроектом» и «Гидропроектом», было одобрено государственной экспертизой.
Строительство берегового водосброса было начато 18 марта 2005 года, общая стоимость его сооружения оценивалась в 5,5 млрд рублей. Генеральным проектировщиком водосброса был выбран «Ленгидропроект», конкурс на выполнение строительных работ был выигран «Бамтоннельстроем», но в 2007 году контракт с ним был расторгнут, новым генподрядчиком стало ОАО «Объединённая энергостроительная корпорация». Строительные работы по сооружению первой очереди берегового водосброса, включающей входной оголовок, правый безнапорный туннель, пятиступенчатый перепад и отводящий канал, были завершены к 1 июня 2010 года. Гидравлические испытания первой очереди были проведены в течение трёх дней, начиная с 28 сентября 2010 года. Строительство берегового водосброса было официально завершено 12 октября 2011 года.

## Эксплуатация
Саяно-Шушенская ГЭС начала выдавать электроэнергию в энергосистему с декабря 1978 года, войдя в состав производственного объединения «Красноярскэнерго». По информации РусГидро к 1986 году, выработав 80 млрд  кВт⋅ч, станция окупила затраты на своё строительство. 18 мая 2001 года станции было присвоено имя П. С. Непорожнего. В 2003 году Саяно-Шушенский гидроэнергетический комплекс был выделен в ОАО «Саяно-Шушенская ГЭС». 16 июля 2006 года Саяно-Шушенская ГЭС выработала 500 миллиардов  кВт⋅ч электроэнергии. 9 января 2008 года ОАО «Саяно-Шушенская ГЭС им. П. С. Непорожнего» было ликвидировано путём присоединения к ОАО «ГидроОГК» (позднее переименованного в ОАО «РусГидро»); станция вошла в состав компании на правах филиала.
С 1997 года, после завершения заделки трещин в плотине, с целью недопущения их раскрытия было принято решение снизить отметку нормального подпорного уровня на 1 метр (с 540 до 539 м), а отметку форсированного подпорного уровня — на 4,5 м (с 544,5 м до 540 м). В 2006 году при прохождении сильного летнего дождевого паводка холостые сбросы через эксплуатационный водосброс достигали 5270 м³/с, существенных повреждений в водобойном колодце после его осушения обнаружено не было. Значительные объёмы сбросов через эксплуатационный водосброс (до 4906 м³/с) имели место и в 2010 году, при пропуске многоводного паводка обеспеченностью 3—5 %. После аварии в августе 2009 года эксплуатационный водосброс работал в течение более чем 13 месяцев, с 17 августа 2009 года по 29 сентября 2010 года, пропустив 55,6 км³ воды без каких-либо повреждений. Вынужденная работа эксплуатационного водосброса в зимний период привела к развитию процессов обледенения сооружений водосбросного участка плотины — в частности, открытые лотки водосброса покрылись сплошным ледовым панцирем, а на эстакаде и бычках водосбросов возникли снежно-ледяные образования высотой до 40 м и весом до 24 000 т. Однако обледенение практически не нанесло ущерба сооружениям ГЭС — после схода льда было зафиксировано разрушение двух балок крановой эстакады (в результате падения льда с водосбросов), не имеющее значения для эксплуатации ГЭС (в конце 2010 года произведён демонтаж крановой эстакады).
10 февраля 2011 года в 78 км от Саяно-Шушенской ГЭС произошло землетрясение силой около 8 баллов по шкале MSK-64. В районе плотины ГЭС сила толчков составила около 5 баллов, каких-либо повреждений сооружений станции не зафиксировано.
В ходе эксплуатации были выявлены недостатки оборудования ГЭС. В частности, аппаратные генераторные комплексы КАГ-15,75 оказались ненадёжны в эксплуатации, не способны в определённых условиях справиться с отключением небольшого тока (порядка 60 ампер), имели неприспособленную к ремонту конструкцию (к тому же выпуск запасных частей к ним был прекращён), в связи с чем с 1994 года начались проектные проработки их замены на полноценные элегазовые генераторные выключатели. C 2004 года началась замена КАГ-15,75 на современные элегазовые выключатели HEC-8. Также выяснилось, что конструкция рабочих колёс гидротурбин не вполне удачна — в ходе их эксплуатации наблюдалась повышенная кавитация и трещинообразование, что приводило к необходимости проведения частых ремонтов. С 2011 года планировалось начать постепенную замену рабочих колёс на новые с улучшенными характеристиками. После аварии в августе 2009 года программа технического перевооружения станции была изменена.
Ремонт плотины и её основания
После наполнения водохранилища до отметки НПУ в 1990 году резко увеличился фильтрационный расход через тело плотины и зону контакта плотины и основания, достигнув в 1995 году 549 л/с в основании и 457 л/с в теле плотины против предполагавшихся проектом 100—150 л/с в основании и незначительных объёмов в теле плотины. Причиной увеличения фильтрации явилось образование трещин в первом столбе плотины между отметками 354 и 359 м, а также между отметками 376 и 380 м, трещинообразование на контакте бетона плотины и её основания, а также разуплотнение пород основания. В качестве причин данного явления называются несовершенство использованных при проектировании расчётных методик и отступления от проекта при строительстве плотины (интенсификация строительства первого столба плотины при отставании в бетонировании других столбов).
В 1991—1994 годах предпринимались попытки заделки трещин в плотине и её основании с помощью цементации, которые не привели к успеху — цементирующий состав вымывался из трещин. В 1993 году было принято решение воспользоваться услугами французской компании «Солетанш», имевшей большой опыт строительных и ремонтных работ гидротехнических сооружений. Работы по инъектированию трещин в теле плотины, проведённые в 1996—1997 годах с помощью эпоксидного состава «Родур-624», показали хороший результат — фильтрация была подавлена до 5 л/с и менее. Опираясь на этот опыт, в 1998—2002 годах российскими специалистами были проведены работы по инъектированию трещин в основании плотины уже с помощью отечественного состава КДС-173 (смесь эпоксидной смолы и модифицированного каучука), также давшие положительный результат — фильтрация снизилась в несколько раз, упав до значений меньших, чем предусмотрено проектом. Всего на ремонтные работы в плотине и её основании было затрачено 334 тонны эпоксидных составов. 

## Авария 17 августа 2009 года

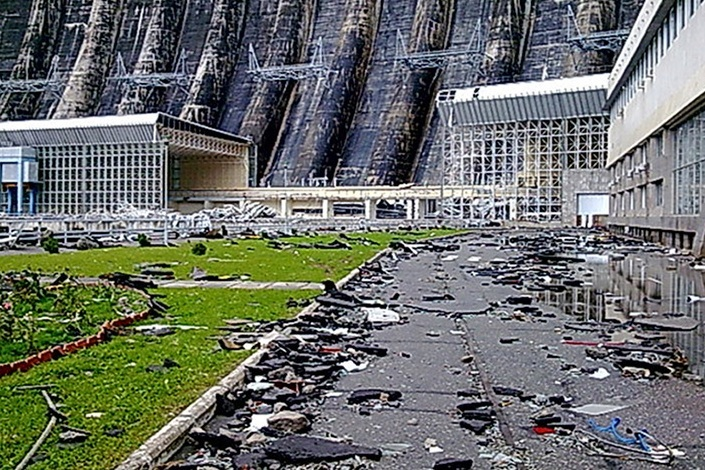
Разрушения при аварии 17 августа 2009 года

В 8:13 местного времени (MSK+4) 17 августа 2009 года на Саяно-Шушенской ГЭС произошла тяжёлая авария (техногенная катастрофа). Находившийся в работе гидроагрегат № 2 внезапно разрушился и был выброшен напором воды со своего места. В машинный зал станции под большим напором стала поступать вода, затопившая машинный зал и технические помещения под ним. В момент аварии мощность станции составляла 4100 МВт, в работе находились 9 гидроагрегатов, автоматические защиты на большинстве из которых не сработали. Было потеряно электропитание собственных нужд станции, в результате чего сброс аварийно-ремонтных затворов на водоприёмниках (с целью остановки поступления воды) персоналу станции пришлось производить вручную.
В результате аварии погибло 75 человек, большинство из которых составили сотрудники подрядных организаций, занимавшиеся ремонтными работами. Все гидроагрегаты станции получили повреждения различной степени тяжести; наиболее сильные, вплоть до полного разрушения — гидроагрегаты № 2, № 7 и № 9. Было частично разрушено здание машинного зала, повреждено электротехническое и вспомогательное оборудование. В результате попадания в Енисей турбинного масла был нанесён экологический ущерб.
Для расследования причин аварии были созданы комиссия Ростехнадзора, а также парламентская комиссия Государственной думы. Результаты работы этих комиссий были опубликованы 3 октября и 21 декабря 2009 года соответственно. Непосредственной причиной разрушения гидроагрегата № 2 было названо усталостное разрушение шпилек крепления крышки турбины в результате вибрации, возникавшей при переходах режима мощности гидроагрегата через диапазон «запрещённой зоны».
Восстановление и реконструкция станции
Аварийно-спасательные работы на станции были в целом завершены к 23 августа 2009 года, после чего начались работы по восстановлению станции. Разбор завалов в машинном зале был завершён к 7 октября 2009 года. Восстановление стен и крыши машинного зала было завершено 6 ноября 2009 года. Одновременно велись работы по демонтажу повреждённых гидроагрегатов и восстановлению строительных конструкций, наиболее повреждённый гидроагрегат № 2 был окончательно демонтирован в апреле 2010 года.
Контракт на поставку новых гидроагрегатов (той же мощности, что и старые, но с улучшенными характеристиками в области надёжности и безопасности) был подписан с «Силовыми машинами» 30 ноября 2009 года, сумма контракта составила 11,7 миллиардов рублей без НДС. Предприятия концерна должны были поставить 10 гидротурбин, 9 гидрогенераторов и 6 систем возбуждения, а также осуществить шефмонтаж и пусконаладочные работы. В связи с тем, что изготовление новых гидроагрегатов занимает более года, было принято решение о восстановлении в течение 2010 года четырёх наименее пострадавших «старых» гидроагрегатов станции. 24 февраля 2010 года после восстановительного ремонта был пущен гидроагрегат № 6, который в момент аварии находился в ремонте и получил наименьшие повреждения. 22 марта 2010 года был включён в сеть гидроагрегат № 5, остановленный во время аварии аварийной защитой. Гидроагрегат № 4 был пущен 2 августа 2010 года; гидроагрегат № 3, на котором пришлось заменить гидрогенератор на новый — 25 декабря 2010 года. В дальнейшем эти четыре гидроагрегата были выведены из эксплуатации на реконструкцию, вместо них и остальных старых гидроагрегатов монтировались и вводились в работу новые гидроагрегаты, изготовленные предприятиями концерна «Силовые машины»:
- гидроагрегат № 1 был пущен 19 декабря 2011 года[84]
- № 7 — 15 марта 2012 года[85]
- № 8 — 15 июня 2012 года[86]
- № 9 — 21 декабря 2012 года[87]
- № 10 — 4 марта 2013 года[88]
- № 6 — в июле 2013 года.
- № 5 — в декабре 2013 года[89].
- № 4 — в мае 2014 года[90].
- № 3 — в августе 2014 года[91].

12 ноября 2014 года был введён в строй гидроагрегат № 2. Полностью все работы по восстановлению станции были завершены в 2017 году.
Доставка на станцию рабочих колёс новых гидротурбин и другого крупногабаритного оборудования осуществлялась водным транспортом от Санкт-Петербурга до нижнего бьефа Майнской ГЭС, где рабочие колёса перегружались на специальный автотранспорт и доставлялись на станцию по реконструированной автодороге Саяногорск — Майна — Черёмушки. Доставка оборудования была осуществлена в навигации 2011 и 2012 годов. В августе и сентябре 2011 года на станцию была доставлена первая партия крупногабаритного оборудования, в том числе 6 рабочих колёс турбин. Оставшееся оборудование было доставлено летом — осенью 2012 года.
Помимо замены гидроагрегатов, произведена замена ОРУ-500 кВ на современное распределительное устройство закрытого типа (КРУЭ-500 кВ), замена основных силовых трансформаторов и генераторных выключателей. Создана автоматизированная система контроля состояния плотины. Общая стоимость восстановления и реконструкции Саяно-Шушенской ГЭС оценивается в 41 млрд рублей.
Оценки состояния плотины
Периодически в средствах массовой информации высказываются сомнения в надёжности плотины Саяно-Шушенской ГЭС. В то же время авторитетные специалисты в области гидротехники неоднократно заявляли о безопасности сооружений станции. Саяно-Шушенская ГЭС имеет действующую декларацию безопасности.

## Надпись «Россия»
В 2020 году в честь Дня России 15 граффити-художников нанесли на плотину ГЭС надпись «Россия» в цветах национального флага. Для этой цели потребовалось 9000 литров краски и неделя работы. Надпись является самой большой в мире из тех, что содержат название страны, а также самой большой в России надписью на техническом сооружении — 52 метра в высоту и 570 — в длину.

### Комментарии
1. ↑  Контррегулятор гидроэлектростанции — водоём в нижнем бьефе пиковой гидроэлектростанции, служащий для полного или частичного выравнивания неравномерных расходов воды при переменном суточном или недельном режиме работы.